# High fantasy
High fantasy, ook wel epische fantasy genoemd, is een subgenre van fantasy dat zich in fictieve of parallelle werelden afspeelt. Het wordt gekenmerkt door een 'epische toon' (dus: met grootse, verheven of meeslepende gebeurtenissen), serieuze thema's (onder andere dood, ethiek), dat verhaalt over de queeste van een – vaak jonge – held(in) of groep van helden die strijden tegen een geduchte vijand (vaak een slechte tovenaar of Heer van het Kwaad). 
High fantasy wordt gezien als de tegenhanger van low fantasy, waarbij het verhaal zich in de reële wereld afspeelt. De term werd voor het eerst door Lloyd Alexander in 1969 gebruikt.

## Definitie
Een eerste, vrij algemene definitie is die in The Encyclopedia of Fantasy:

Fantasies set in otherworlds, specifically secondary worlds, and which deal with matters affecting the destiny of these worlds.
Fantasieën die zich afspelen in anderwerelden, in het bijzonder secundaire werelden, en dewelke handelen over zaken die het lot van deze werelden beïnvloeden.
— J. Clute, art. High fantasy, in J. Clute - J. Grant (edd.), The Encyclopedia of Fantasy, New York, 1997, p. 466.

Een andere, wat uitgebreidere definitie is te vinden in The Encyclopedia of Fantasy and Horror Fiction:

Fantasy novels set in another reality, possibly linked to ours, usually one where magic works. Society normally consists of nobles and warriors, kings and princes, castles and quests.
Fantasyromans die zich afspelen in een andere realiteit, mogelijk gelinkt met de onze, gewoonlijk een waar magie werkt. De maatschappij bestaat normaal gezien uit edelen en strijders, koningen en prinsen, kastelen en queestes.
— D. D'Ammassa, The Encyclopedia of Fantasy and Horror Fiction, New York, 2006, p. 401.

In het boek Exploring Children's Literature wordt er nog een onderverdeling gemaakt in de high fantasy op basis van het soort secundaire wereld waarin het zich afspeelt:
- de primaire wereld (d.i. onze wereld) bestaat niet (vb. In de Ban van de Ring, Het Rad des Tijds)
- de alternatieve wereld wordt binnengegaan door een portaal in de primaire wereld (vb. Alice's Adventures in Wonderland, De Kronieken van Narnia: Het betoverde land achter de kleerkast)
- de alternatieve wereld is een wereld-binnen-een-wereld, door fysieke grenzen afgebakend (bijvoorbeeld de Harry Potter-reeks, de Het Oude Koninkrijk-reeks van Garth Nix en de Percy Jackson-reeks van Rick Riordan)

De term Secondary World (secundaire wereld) werd bedacht door Tolkien en overgenomen door latere schrijvers om te verwijzen naar de wereld waarin hun verhalen zich afspeelden.

## Ontstaan en geschiedenis
Lewis Carrolls Alice's Adventures in Wonderland (1865), William Morris' The Well at the World's End (1896) en The Wood Beyond the World (1894), George MacDonalds At the Back of the North Wind (1871) en The Princess and the Goblin (1872) en T.H. White's The Once and Future King (1936) kunnen als voorlopers van Tolkiens werken worden beschouwd. Hier treffen we al talrijke motieven van de fantasyliteratuur aan, die als wezenlijke kenmerken van high fantasy worden gezien.
Naar aanleiding van De Worm Ouroboros (1922) van E.R. Eddison noemde Tolkien hem de grootste en meest overtuigende schrijver van fictieve werelden die hij tot dan toe had gelezen.
High fantasy kwam pas echt tot bloei door de werken van J.R.R. Tolkien en C.S. Lewis, wier High fantasy-reeksen in de jaren 50 van de 20e eeuw werden gepubliceerd.
J.R.R. Tolkiens romans - zoals In de Ban van de Ring (The Lord of the Rings) of De Hobbit (The Hobbit)  - spelen een belangrijke rol in de ontwikkeling van high fantasy, want ze gaven vorm aan het genre. Met het enigszins late succes van deze boeken in de jaren 1960 van de 20e eeuw begonnen meer auteurs high fantasy-romans te schrijven. Velen lieten zich daarbij door Tolkien inspireren of grepen direct terug naar diens motieven. Zo volgen auteurs als Raymond E. Feist, Terry Brooks en Tad Williams in de traditie van Tolkien, terwijl andere auteurs zoals Ursula K. Le Guin, Robert Jordan, Steven Erikson en George R.R. Martin Tolkiens voorbereidend werk gebruiken voor een onafhankelijke behandeling van de klassieke motieven.

## Kenmerken

### Setting
High fantasy speelt zich in de regel af in een fictieve wereld, waarin de culturele en sociale organisatie soms op een geïdealiseerd middeleeuws Europa gelijkt. Deze wereld is gedetailleerd uitgewerkt met een eigen flora, fauna, geschiedenis, religies, en in sommige gevallen - zoals Lord of the Rings - kent men zelfs een eigen taal, met inbegrip van een schrift en een geschiedenis van deze taal. Mythologische aspecten spelen hierbij een bijzondere rol; ze zijn vaak nauw verweven met de eigenlijke plot. Ze staan meestal in verband met aardse sagen en legenden. Magie is een even wezenlijk deel van de wereld als vreemdsoortige wezens, volkeren en monsters.
De verhalen zijn vaak ernstig van toon en omvangrijk, behandelen thema's over een grootse strijd tegen bovennatuurlijke, kwade krachten. Bij recentere high fantasy-auteurs, zoals Michael Moorcock of George R.R. Martin, wordt de grootse strijd niet uitgevochten tussen een absoluut goed en absoluut kwaad, maar bevinden alle personages zich in een grijze, morele zone.

### Personages
Vaak kennen high fantasy-verhalen één hoofdpersonage. Deze behoort vaak tot de hogere klasse (adel, magiërs, priester), al komt het ook vaak voor dat de held een wees is (die aan het eind van het verhaal echter vaak tot de hogere klasse gaat behoren). Het hoofdpersonage is meestal mannelijk (zeker in de vroegere high fantasy-verhalen), hoewel er ook voorbeelden zijn van vrouwelijke hoofdpersonages (Elizabeth Moons The Deed of Paksenarrion-serie, P.C. Hodgells personage Jame).
Als nevenpersonages treft men vaak een mentorfiguur aan, die het hoofdpersonage helpt zich te ontwikkelen tot de persoon die hij of zij moet worden om zijn of haar "queeste" te vervullen. Bekende voorbeelden zijn o.a. Merlijn, Gandalf.
De antagonist is vaak - zeker in vroege high fantasy - een Duistere Heer (Dark Lord), die de wereld wil overheersen of vernietigen. Bekende voorbeelden zijn Sauron, Shai'tan.

### Thema's en motieven
Een van de voornaamste thema's in high fantasy is de strijd tussen goed en kwaad. Andere veelvoorkomende motieven zijn een magisch object (ring, zwaard enz.), een magisch portaal naar de secundaire wereld (bijvoorbeeld kleerkast) en een voorspelling.

## Saga of series
Doordat high fantasy zich afspeelt in een secundaire wereld, leent het zich uitstekend voor een langere saga of serie. Zo speelden het merendeel van Tolkiens verhalen zich af in Midden-aarde. Een ander voorbeeld is de wereld van Midkemia waarin verschillende series van Raymond E. Feist zich afspelen of het Malazijnse Rijk waarin de verhalen van zowel Steven Erikson als Ian Cameron Esslemont zich afspelen.

## High fantasy in andere media
Op het gebied van Pen-&-Paper-rollenspellen bedoelt men met high fantasy die fantasywerelden, waarin het dagelijkse leven van de personages sterk wordt beïnvloed door magische en fantastische elementen. Deze werelden worden gekenmerkt door een verscheidenheid aan fictieve en exotische dieren en landen. Historische periodes of motieven uit traditionele sagen worden zelden zonder meer overgenomen, maar vaak verrijkt met nieuwe creaturen. De tegenhanger hiervan is de realistischer gehouden low fantasy.
High fantasy is ook een genre dat in film en op televisie aan bod komt. Bekende voorbeelden zijn de The Lord of the Rings-films en de televisieserie Game of Thrones. Het merendeel hiervan is gebaseerd op bestaande high fantasy-boeken, hoewel er ook voorbeelden zijn van films en televisieseries die een oorspronkelijk verhaal vertellen (Willow).
Er zijn ook stripreeksen die tot het high fantasy-genre kunnen worden gerekend, zoals De Chninkel, Thorgal, Lanfeust,  Het Kristallen Zwaard en Op zoek naar de tijdvogel.
High fantasy is ook een thema dat verscheidene illustratoren (fantasykunstenaars) weet te inspiren. Hun tekeningen sieren vaak de covers van high fantasy-boeken (John Howe, Alan Lee, Brian Froud), maar er zijn er ook die eigen fantasywerelden in hun werk tot leven brengen (Boris Vallejo).
Ook in de computerspelwereld is high fantasy een thema, zoals bijvoorbeeld in The Legend of Zelda, Guild Wars, The Elder Scrolls, Baldur's Gate, ...